# Пунчинелло
«Пунчинелло» (англ. Punchinello) — немой американский короткометражный драматический фильм режиссёра Дункана Ренальдо, где он же и исполнил одну из главных ролей, вторую главную роль сыграл Бела Лугоши. Фильм был снят в 1926 году, но, предположительно, впервые был показан в кинотеатре лишь в 1929 году. В настоящее время считается утраченным.

## Производство
В июне 1926 года компания Famous Lovers Productions объявила о планах снять «серию из как минимум 24 короткометражек, посвящённых знаменитым историям любви в мифологии и истории». В том же году компания наняла венгерского актёра Белу Лугоши, который недавно эмигрировал в США, для участия в короткометражном фильме «Пунчинелло». Дункан Ренальдо, румынский актёр, набирающий популярность в Америке, должен был сняться во всей серии фильмов. Первым фильмом по расписанию шёл «Сафо» (англ. Sappho), съёмки которого проходили на студии Tec-Art в Нью-Йорке при содействии Т. Карлайла Аткинса, продюсера корпорации St. Regis Pictures.
В настоящее время нет никаких указаний на то, что «Сафо» был завершён, — либо на то, что Famous Lovers Productions выпустили свой планировавшийся сериал. Однако, точно известно, что компания закончила работу над «Пунчинелло», в котором Ренальдо выступил и как актёр, и как режиссёр фильма. Как актёр он исполнил одну из главных главных ролей — итальянского клоуна, скорбящего о своей потерянной любви Пьеретте и вынужденного слушать серенаду своего соперника — арлекина Пьеро, которого сыграл Бела Лугоши. В роли Пьеретты снялась Джилл Рейнсфорд (в титрах она была указана как Билли Рейнсфорд).
Причиной постановки «Пунчинелло» вместо «Сафо» вполне мог быть тот факт, что в 1926 году на сцене уже ставились версии «Пунчинелло», что свидетельствовало о его недавней популярности: к примеру, театр New York Strand представил эту историю на сцене в октябре 1926 года с Эдвардом Альбано. Кроме того, ещё одной причиной обращения кинокомпании к этому сюжету могла быть возможность получить недорогие костюмы и реквизит напрокат.

## В ролях
| Актёр           | Роль                  |
| --------------- | --------------------- |
| Бела Лугоши     | Арлекин               |
| Дункан Ренальдо | Пунчинелло            |
| Джилл Рейнсфорд | возлюбленная Пьеретте |

## Релиз
Точно известно, что компания Famous Lovers Productions снимала фильм «Пунчинелло» во второй половине 1926 года, но данных о его выходе на экраны в этом или следующем году нет. О фильме ничего не было известно вплоть до осени 1929 года. В сентябре этого года, пока Ренальдо находился в Африке, снимая сцены для фильма «Торговец Хорн» (1931), нью-йоркская компания Great Arts Pictures подготовила «Пунчинелло» к выпуску на экраны под названием «Маска» (англ. The Mask). После редактирования (или, возможно, повторного редактирования), сделанного Чарльзом Глеттом, компания выпустила плёнку на одной катушке на предварительно тонированной сонохромной плёнке Kodak. Лаборатория звукозаписи Америки помогла синхронизировать звуковые эффекты, а также музыку, написанную Дж. М. Куперсмитом. Саундтрек также содержал закадровый поясняющий голос. В итоге в немом фильме появился закадровый голос, а компания Great Arts Pictures в своей рекламе называла его «романтической фантазией».
В рецензии на фильм журнал Film Daily написал, что это «очень красивая постановка, а сонохромная плёнка, придающая нежные оттенки, делает постановку приятным зрелищем, которое понравится зрителям». В Motion Picture Today этот фильм оценивался как «качественная короткометражка», которая «стоит в одном ряду с лучшими». Издание Motion Picture News предположило, что «Маска» «должна стать приятным дополнением к программе» благодаря «приятной обработке».